# جورج بازيلي
جورج بازيلي (بالإنجليزية: George Bazeley)‏ هو لاعب هوكي الحقل أسترالي، ولد في 19 يناير 1984.